# Kia EV3
El KIA EV3 es un crossover subcompacto tipo SUV eléctrico de batería producido por el fabricante surcoreano KIA Motors desde 2024.
Las dos versiones que se ofrecen utilizan un solo motor situado en el eje delantero y tracción delantera.

## Baterías y recarga
La autonomía según WLTP en carretera es de 436 km (271 millas) para la versión con batería de 58 kWh (209 MJ). La versión con batería de 81 kWh (292 MJ) llega hasta los 605 km (376 millas). En ciclo urbano puede llegar hasta los 730 km (454 millas).
Utiliza una arquitectura que permite una velocidad de carga en corriente continua (DC) de hasta 128 kW (174 CV; 172 HP), mientras que las versiones con la batería más pequeña tienen una potencia de carga máxima de 102 kW (139 CV; 137 HP). Puede cargar del 10 al 80 por ciento, en aproximadamente 30 minutos.

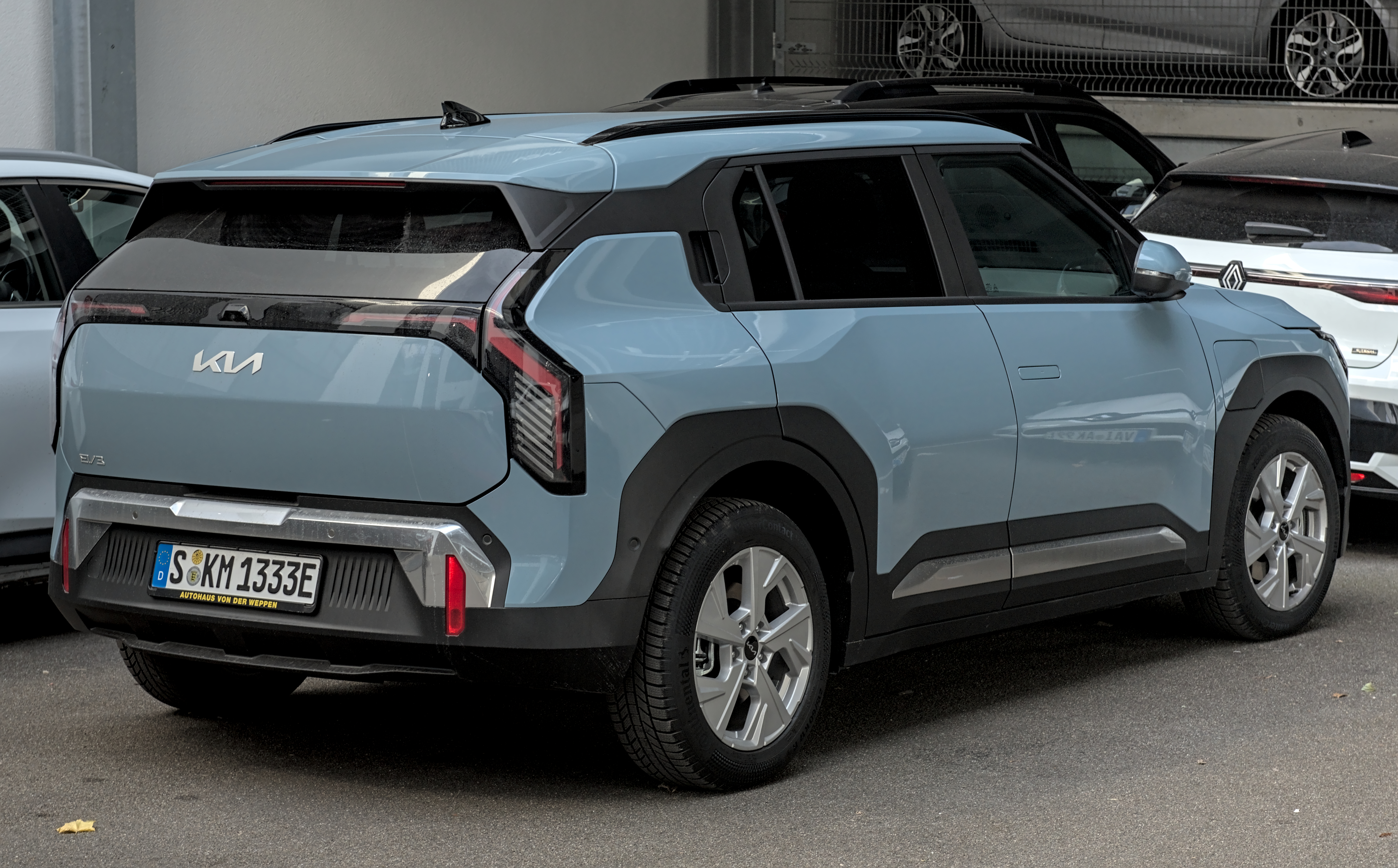
Vista lateral-trasera
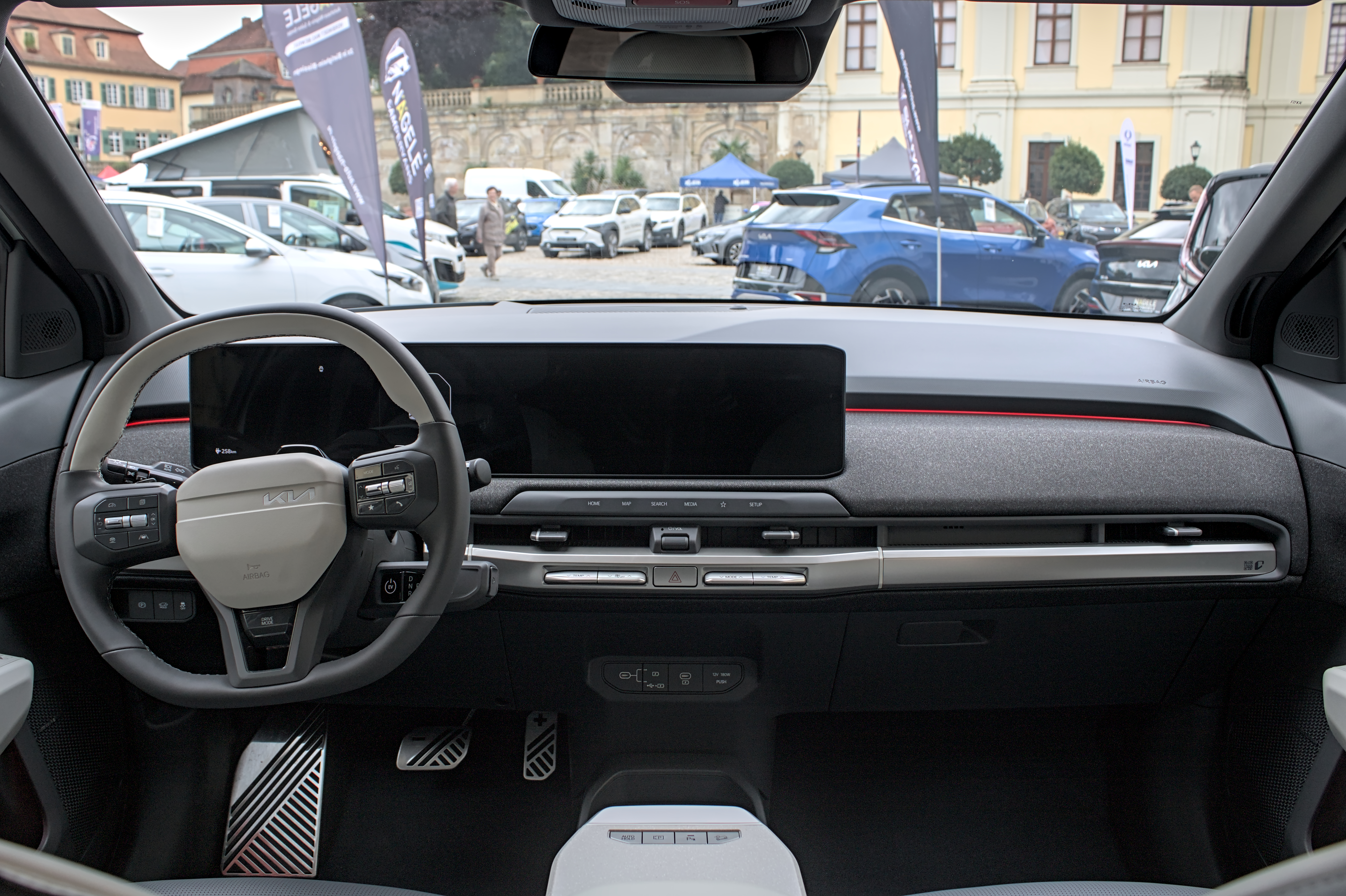
Interior del GT-Line en el Salón del automóvil de Ludwigsburg de 2024